# 2006 en santé et médecine
| Années de la santé et de la médecine : 2003 - 2004 - 2005 - 2006 - 2007 - 2008 - 2009    |
| Décennies de la santé et de la médecine : 1970 - 1980 - 1990 - 2000 - 2010 - 2020 - 2030 |

Cet article présente les faits marquants de l'année 2006 en santé et médecine.

## Événements
- Épidémie de grippe aviaire
  - 14 mars : le Ministère de la Santé de l'Azerbaïdjan, relayé par l'Organisation mondiale de la santé (OMS), notifie les trois premiers cas humains, tous mortels, d'infection par le sous-type H5 du virus de la grippe aviaire[1].
  - 20 mars : le Ministère de la Santé égyptien confirme le premier cas humain d'infection par le virus de la grippe A (H5N1) de la grippe aviaire dans ce pays[2].
  - 19 avril : le Ministère chinois de la Santé confirmée le 17e cas d'infection humaine par le virus H5N1 de la grippe aviaire chez un travailleur migrant de 21 ans employé à Wuhan, capitale de la province du Hubei[3].
  - 12 mai : le Ministère de la Santé de Djibouti confirme le premier cas d'infection humaine par le virus H5N1 de la grippe aviaire dans ce pays[4].
  - 23 juin : premier cas avéré de transmission humaine du virus H5N1 en Indonésie[5].
  - 26 juillet : le Ministère de la Santé thaïlandais confirme un cas d'infection humaine par le virus H5N1 de la grippe aviaire[6].
  - 19 septembre : le Ministère iraquien de la santé a rétrospectivement confirmé le troisième cas d'infection humaine par le virus H5N1 de la grippe aviaire[7].

- Autres événements
  - 18 avril, Los Angeles : une femme est atteinte de peste bubonique[8]. C'est le premier cas de peste aux États-Unis depuis 22 ans.

## Décès
- 3 février : Pierre Potier (né en 1934), pharmacien et chimiste français.
- 28 octobre : Louis Bertagna (né en 1920), psychiatre français, spécialiste du traitement de la dépression.